# Kropotkin (Krasnodar)
Kropotkin (russisch Кропо́ткин) ist eine Stadt mit 80.765 Einwohnern (Stand 14. Oktober 2010) in Russland. Sie liegt in der Region Krasnodar am Fluss Kuban, etwa 1.200 km Luftlinie südsüdöstlich von Moskau und 136 km nordöstlich von der Subjekthauptstadt Krasnodar entfernt.

## Geschichte

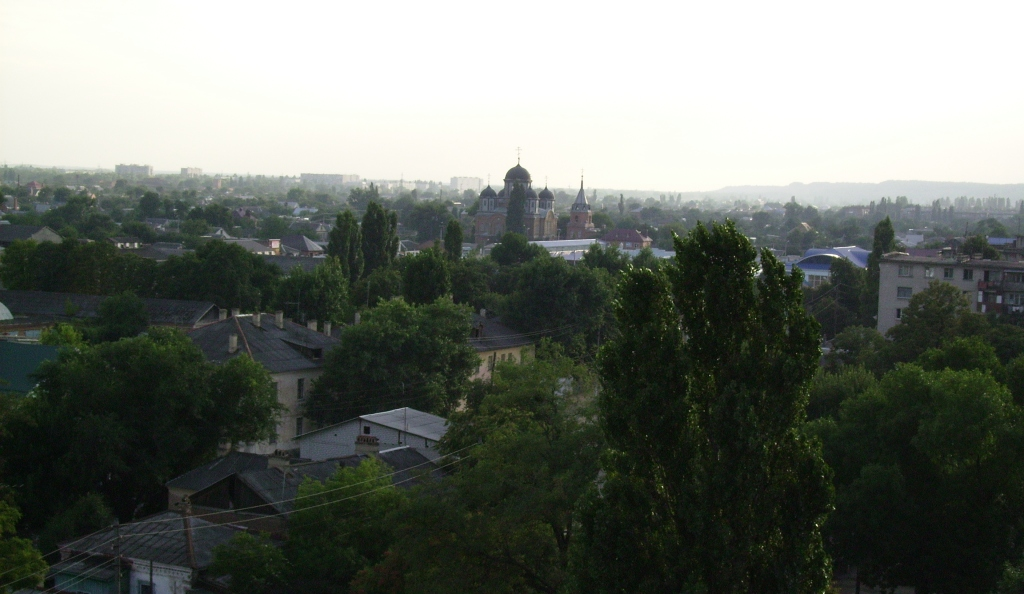
Blick über die Stadt

Seit Ende des 18. Jahrhunderts bestand an der Stelle der heutigen Stadt Kropotkin ein Militärvorposten des russischen Reichs. Beim Bau einer Eisenbahnstrecke in Richtung Kaukasus war eine Arbeitersiedlung namens Romanowski entstanden. Die Bahnlinie mit der dortigen Station Kawkasskaja wurde am 18. Juni 1874 eröffnet; dieses Datum wird von einigen Stadthistorikern als Gründungsdatum der heutigen Stadt Kropotkin angesehen.
Im Jahre 1921 erhielt der Ort Stadtrechte und wurde nach dem kurz zuvor verstorbenen Anarchisten Fürst Pjotr Kropotkin benannt. Zugleich wurde Kropotkin Verwaltungszentrum eines Rajons innerhalb der Region Krasnodar. In den 1920er- und 1930er-Jahren wurde die Stadt ausgebaut: Es entstanden eine Reihe von Fabriken, drei Kraftwerke sowie diverse öffentliche Einrichtungen. Von 1924 bis 1933 befand sich in der Nähe Kropotkins die Landwirtschaftliche Versuchsfläche der Deutsch-Russischen Saatbau AG (DRUSAG).
Im Zweiten Weltkrieg war Kropotkin von August 1942 bis Januar 1943 von der deutschen Wehrmacht besetzt. Dabei trug die Stadt erhebliche Zerstörungen davon, etwa 2000 Einwohner kamen ums Leben.
In den Nachkriegsjahren wurden die wichtigsten Industriebetriebe der Stadt wiederaufgebaut sowie neue errichtet. In den 1970er- und 1980er-Jahren entstand am Stadtrand ein neues Industriegebiet.

### Bevölkerungsentwicklung
| Jahr | Einwohner |
| ---- | --------- |
| 1926 | 31.000    |
| 1939 | 41.538    |
| 1959 | 53.997    |
| 1970 | 68.339    |
| 1979 | 70.218    |
| 1989 | 75.929    |
| 2002 | 79.185    |
| 2010 | 80.765    |

Anmerkung: Volkszählungsdaten (1926 gerundet)

## Wirtschaft und Verkehr
Kropotkin gilt als wichtiges Zentrum der Nahrungsmittelindustrie der Region Krasnodar. Außerdem gibt es in der Stadt verarbeitende Betriebe der chemischen Industrie, des Maschinenbaus und der Baustoffindustrie.
Eine bedeutende Rolle kommt der Stadt als Eisenbahnknotenpunkt zu: Im Bereich Kropotkins kreuzen sich die Strecken Rostow am Don–Baku und Stawropol–Krasnodar. Zudem ist in der Stadt ein Campus der Rostower Verkehrsuniversität ansässig. Die wichtigste Straßenanbindung Kropotkins besteht über die Fernstraße R217.

## Kultur und Sehenswürdigkeiten
- Hügelgräber aus der Bronzezeit
- Historisches Stadtzentrum aus dem 19. und frühen 20. Jahrhundert:
  - Gottesmutter-Schutz-und-Fürbitte-Kathedrale
  - Bahnhofsgebäude (1903)
- Siegespark und Kriegsmahnmale

## Söhne und Töchter der Stadt
- German Lupekin (1919–2016), Theater- und Filmschauspieler sowie Regisseur
- Line Kossolapow (* 1935), deutsche Pädagogin, Pionierin der Kreativitätstherapie
- Irina Perschina (* 1978), Synchronschwimmerin
- Gennadi Kowaljow (* 1983), Boxer
- Sergey Hernández (* 1995), spanischer Handballspieler